# Laos International
Die Laos International sind die offenen internationalen Meisterschaften von Laos im Badminton. Mit der Ausrichtung internationaler Titelkämpfe werden zum einen die Anstrengungen des Badmintonverbandes von Laos manifestiert, der Sportart Badminton im Land zu weiterer Popularität zu verhelfen und zum anderen auch die Bemühungen des Badminton-Weltverbandes verdeutlicht, Länder, die bisher nicht im internationalen Turnierzyklus beteiligt waren, dort zu integrieren. Bei den bisher dokumentierten Austragungen des Turniers seit 2008 wurden Punkte für die Badminton-Weltrangliste vergeben.

## Sieger
| Jahr      | Herreneinzel            | Dameneinzel          | Herrendoppel                                   | Damendoppel                        | Mixed                                 |
| --------- | ----------------------- | -------------------- | ---------------------------------------------- | ---------------------------------- | ------------------------------------- |
| 2008      | Hendri Aprilliyanto     | Lê Ngọc Nguyên Nhung | Afiat Yuris Wirawan Wifqi Windarto             | Annisa Wahyuni Nimas Rani Wjayanti | Dương Bảo Đức Thái Thị Hồng Gấm       |
| 2009      | Beryno Wong Jiann Tze   | Chie Umezu           | Berry Angriawan Muhammad Ulinnuha              | Aki Akao Yasuyo Imabeppu           | Dương Bảo Đức Thái Thị Hồng Gấm       |
| 2010      | Tommy Sugiarto          | Nitchaon Jindapol    | Patipat Chalardchaleam Nipitphon Puangpuapech  | Rie Eto Yu Wakita                  | Kennevic Asuncion Kennie Asuncion     |
| 2011 2016 | nicht ausgetragen       | nicht ausgetragen    | nicht ausgetragen                              | nicht ausgetragen                  | nicht ausgetragen                     |
| 2017      | Kantawat Leelavechabutr | Nguyễn Thùy Linh     | Muhammad Syawal Mohd Ismail Lukhi Apri Nugroho | Kittipak Dubthuk Natcha Saengchote | Lukhi Apri Nugroho Ririn Amelia       |
| 2018      | nicht ausgetragen       | nicht ausgetragen    | nicht ausgetragen                              | nicht ausgetragen                  | nicht ausgetragen                     |
| 2019      | Kodai Naraoka           | Natsuki Oie          | Chooi Kah Ming Low Juan Shen                   | Jin Yujia Lim Ming Hui             | Weeraphat Phakjarung Chasinee Korepap |
| 2020 2024 | nicht ausgetragen       | nicht ausgetragen    | nicht ausgetragen                              | nicht ausgetragen                  | nicht ausgetragen                     |